# 第三のローマ

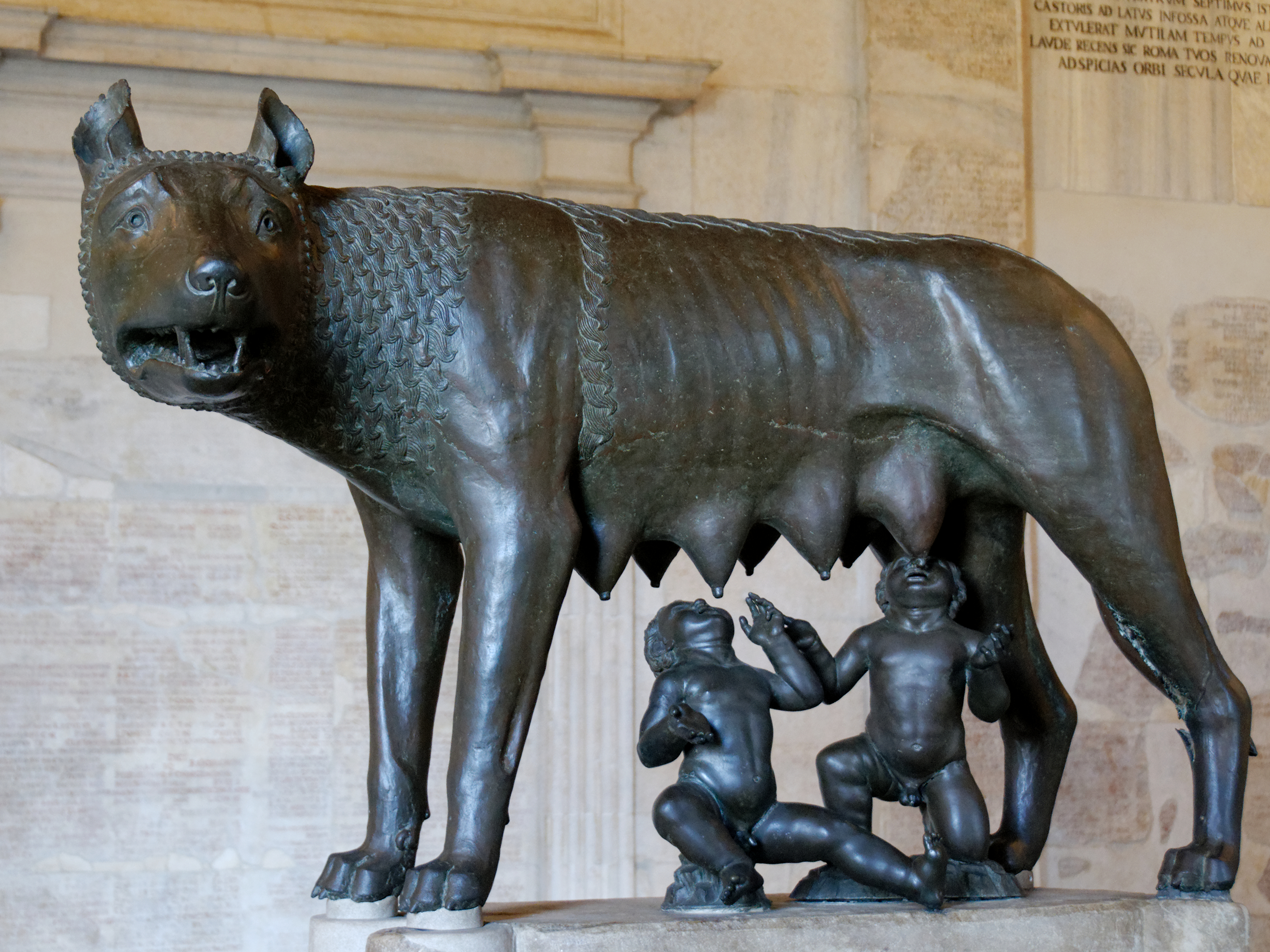
ローマ帝国のシンボルである「雌狼に育てられるロームルスとレムス」は、ムッソリーニの「第三のローマ」に至っても利用された。

第三のローマ（だいさんのローマ、ラテン語: Tertia Roma, ギリシア語: Τρίτη Ρώμη, ロシア語: Третий Рим）とは、「第一のローマ（古代ローマ）」、「第二のローマ（新しいローマ、コンスタンティノープル（ビザンティウム）。ひいてはビザンツ帝国）」の継承者を称したいくつかの国、もしくは教皇領や神聖ローマ帝国のように西ローマ帝国の継承者（ローマを首都とした3代目の国家）を称したいくつかの国を指す名称。

## ビザンツ帝国の後継者

パレオロゴス朝のシンボル

### ロシア帝国の主張

ロシア帝国の紋章「双頭の鷲」

「第三のローマ」としてもっともよく知られる「モスクワは第三のローマである」という神学的・政治的な主張は、15世紀から16世紀のモスクワ大公国で形成された。 この主張が行われた理由として、東方正教会の統合のための神学的な必要性と必然性、正教とスラヴ文化で結びついた東スラヴ人の結束を論じる社会政治、モスクワ大公（後にはツァーリ）の正教における主導性の主張という3点があげられる。これによって早くから大公と強く結びついた教会は、ロシアにおける専制政治の成立と統治に大きな役割を果たした。
1393年にオスマン帝国により第二ブルガリア帝国の首都タルノヴォが陥落すると、一部のブルガリア人聖職者はロシアに逃れた。後述する通りタルノヴォは既に第三のローマと称されており、このときにローマの継承者という思想がもたらされた。トヴェリ大公ボリス・アレクサンドロヴィチの時代、僧フォマの1453年の著作"The Eulogy of the Pious Grand Prince Boris Alexandrovich" でトヴェリが第三のローマだと主張された。
メフメト2世による1453年5月29日のコンスタンティノープルの陥落から数十年のうちに、東方正教圏ではモスクワを「第三のローマ」もしくは「新しいローマ」とする動きが出始めた。 これを象徴的に示したのが、ロシア・ツァーリ国のイヴァン3世とその妻ゾイ・パレオロギナ（ソフィア・パレオロゴス）だった。ゾイは最後のビザンツ皇帝コンスタンティノス11世パレオロゴスの姪だった。当時のヨーロッパにおける世襲君主制の継承法に従えばイヴァン3世は一旦消滅した東ローマ帝国の継承権を主張することができたが、伝統的にローマ帝国の帝位はそのような自動的な継承が認められるものとはみなされていなかった。 また重要なのは、ゾイより上位の帝位継承権を持つとみなせる弟アンドレアス・パレオロゴスが1502年まで存命だったという点である。しかもアンドレアスは、彼の王位・帝位に関する権利をアラゴン王フェルディナンド2世とカスティーリャ王イサベル1世に売却している。すなわち厳密に考えると、ロシアのツァーリはビザンツ帝国の継承権を主張し得ないのである。しかし一方で、ロシアは神学的観点からも強い主張を持っている。東方正教の信仰の有無は、正教徒にとっては自らを「野蛮人」と区別する重要なアイデンティティだった。ロシアはキエフ・ルーシが988年にウラジーミル1世によって正教に改宗した後、皇帝の娘を妃に迎えた最初の「野蛮人」となった。コンスタンティノープルの帝位は、正教圏にのみ継承されるという意識があったのである。
モスクワをローマの継承者とする考えは、ヴァシーリー3世に対するロシアの僧フィラフェイ・プスコフスキーの賛辞文章によって具現化された。 これは「2つのローマが陥落し、第三のローマが興隆した。そして第四はないだろう。何人もキリストのツァーリに取って代わることはできない！」と主張したものである。誤解されがちだが、この時フィラフェイは 具体的には街としてのモスクワよりも国家としてのモスクワ大公国、ひいてはロシアの地を「第三のローマ」として意識している。ちなみにモスクワは、ローマやコンスタンティノープルと同様に7つの丘の上に建設されている。
こうした理論は、1492年のモスクワ総主教ゾシムスの「パスカリオンについて」(ロシア語: "Изложение Пасхалии")まで遡ることが出来る。
オーストリアのヨーゼフ2世は、即位する少し前の1780年にロシアを訪れている。彼と会話を交わしたロシア皇帝エカチェリーナ2世は、ビザンツ帝国を復興して1歳の孫コンスタンチン・パヴロヴィチをその帝位につけるという野望を真剣に抱き始めた。その際ヨーゼフは、自らがカトリック圏との仲介役になれると述べている。

### オスマン帝国の主張

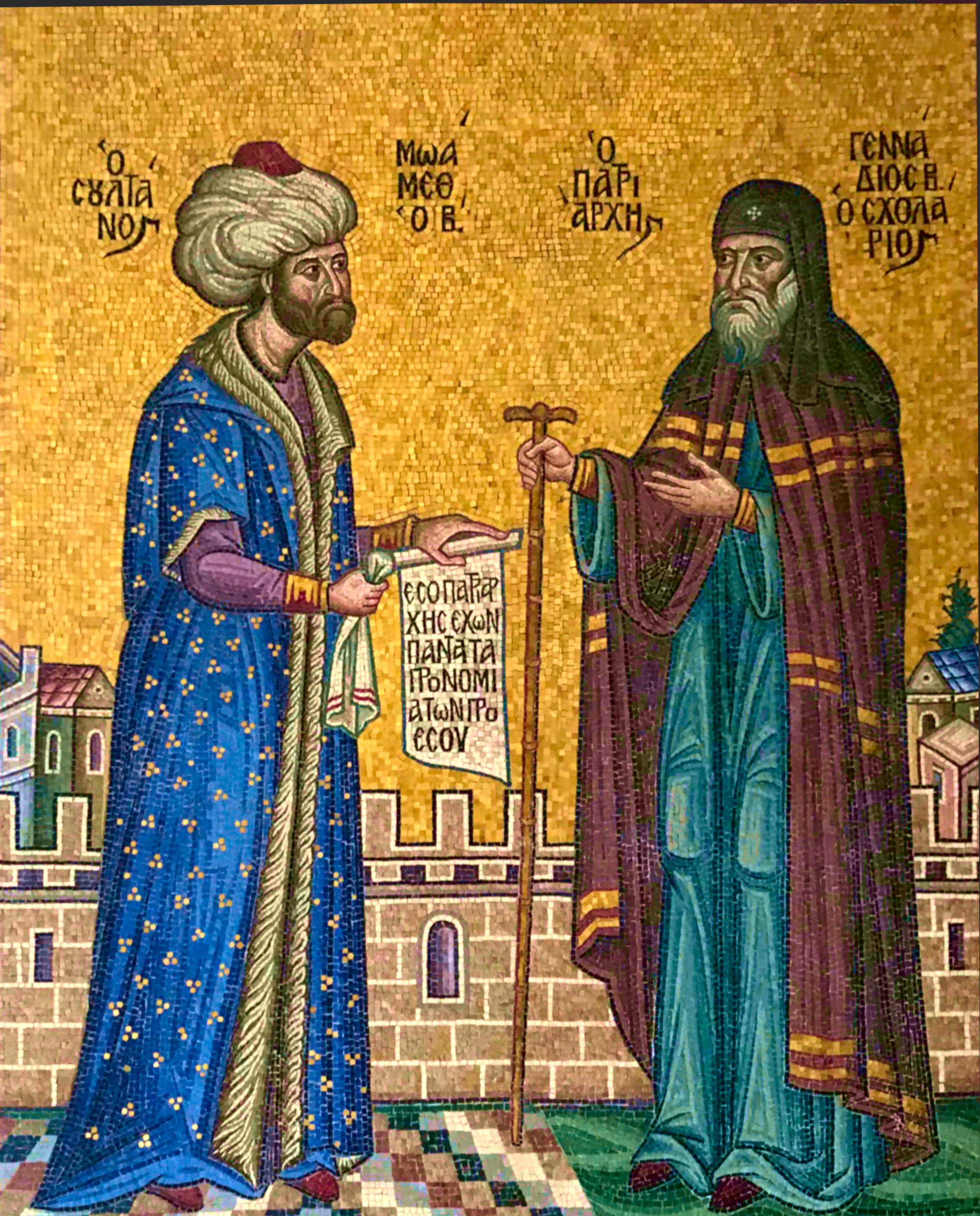
18世紀のモザイク画に描かれたメフメト2世とコンスタンディヌーポリ総主教ゲンナディオス2世

1453年、コンスタンティノープルを陥落させたオスマン帝国のメフメト2世は、「カイセリ・ルーム（ローマ皇帝）」を名乗り始めた。 この主張はギリシア正教のコンスタンティノープル総主教に承認されたが、西欧のローマ・カトリック圏は否認した。以前から東西教会の合同に反対し、メフメト2世によってビザンティウムの正教の権限をすべて任されていたゲンナディオス2世は、見返りとしてメフメト2世をローマの継承者として認めた。 そもそもメフメト2世の主張は、330年のコンスタンティノープル遷都と西ローマ帝国滅亡の後コンスタンティノープルこそがローマ帝国の存立する土地であるという考え方を前提としている。またメフメトは血統の面からも、彼の先祖オルハンがビザンツ帝国の皇女を妃としていること（ただし子は生まれていない）、また自身がビザンツの皇族ヨハン・チェレペス・コムネノスの子孫であることなどを主張してビザンツ帝国継承を正当化した。 またメフメト2世はイタリアのオトラントを占領し（オトラントの戦い）、イタリア・ローマを征服する計画であったが、彼の急死により果たせなかった。 メフメト2世の死後、オスマン帝国がビザンツ帝国を継承したとする言説は公式にも潜まっていった。

### ギリシャ王国の主張
ギリシャ独立戦争で成立したギリシャ王国では、オソン1世の首相イオアニス・コレティスが、1844年の憲法発布の際に「第三のローマ」に言及した。 これは独立後1世紀にわたり国政を独占したナショナリストの幻想であった。1844年に改めて宣言された理念は、オスマン帝国から解放されビザンツ帝国の領土を再建する夢を見続けてきたギリシャ人の、以前からの意識からきたものだった。
Πάλι με χρόνια με καιρούς,
πάλι δικά μας θα 'ναι!

（再び、長い年月の先に再び、これらは我々のものとなるのだ。）
このギリシャ圏を再統一しようとするメガリ・イデアは、東ローマ帝国を再興し、ストラボンが記したギリシアの領域、すなわち西はイオニア海、東は小アジアや黒海、北はトラキア・マケドニア・エピルス、南はクレタ島やキプロス島に至る広大な領域を結集しようというものだった。究極的には、その新国家はコンスタンティノープルを首都とした「二つの大陸と五つの海（イオニア海、エーゲ海、マルマラ海、黒海、リビア海）にまたがるギリシャ」となるべきとされた。

### ブルガリア帝国の主張
913年、第一次ブルガリア帝国のシメオン1世は、コンスタンティノープル郊外でコンスタンディヌーポリ総主教によって皇帝（ツァーリ）として戴冠した。彼が最終的に名乗った称号は「ブルガリア人とローマ人の皇帝にして専制君主」(Tsar i samodarzhets na vsichki balgari i gartsi)というものだった。これはギリシア人の統治者としての地位とローマ帝国の皇帝位の伝統を踏襲した正統性を主張するものだったが、ビザンツ帝国から承認されることは無かった。
その後ブルガリアに対する優位を取り戻したビザンツ帝国は、すぐさまシメオン1世の帝位の黙認を取り消した。914年から924年までの10年間、このブルガリア皇帝の地位を巡って両国は悲惨な戦争を続けた。ビザンツはブルガリアの称する「ローマ人の皇帝」(basileus tōn Rōmaiōn)という称号を認めなかったが、最終的に924年に「ブルガリア人の皇帝」(basileus tōn Boulgarōn)をビザンツ皇帝が認めることで決着した。この決定は927年にブルガリアとビザンツが婚姻を結んだ際にも確認された。ブルガリアの帝号はローマ教皇にも承認され、「ツァーリ」という称号はその後の第二次ブルガリア帝国でも使われ、オスマン帝国に降るまで用いられ続けた。14世紀、第二次ブルガリア帝国は首都のタルノヴォを、ローマとコンスタンティノープルを継承する地、すなわち「第三のローマ」と称していた。

### セルビア帝国の主張

セルビア帝国の国旗

1345年、セルビア王ステファン・ウロシュ4世ドゥシャンは自らをツァーリと称し、1346年に新たに創設したセルビア総主教やブルガリア総主教の元、復活祭の日にスコピエで戴冠した。彼の帝号はブルガリア帝国をはじめ、ビザンツ帝国を除く周辺諸国に承認された。正式な称号は「セルビア人とギリシア人の皇帝」（現代セルビア語: цар Срба и Грка）で、これを用いたのはステファン・ウロシュ4世とその息子ステファン・ウロシュ5世(1371年没)のみである。ステファン・ウロシュ4世の異母弟でテッサリアの君主だったシメオン・ウロシュ・パレオロゴスとその息子ヨヴァン・ウロシュは、1373年までセルビア皇帝の称号を主張していた。帝号に含まれる「ギリシア人」の文言は、ギリシア人への支配権の主張と共にローマ帝国の伝統の継承を表している。

## 神聖ローマ帝国の継承者

### ドイツ帝国の主張
西欧を支配したカロリング朝フランク王国は、西ローマ帝国の「復活」を演出した。 早期ドイツ民族主義者は、西ローマ帝国からの継続性を持った「カロリング帝国」が神聖ローマ帝国へと変貌したとする帝国の一体性を主張した。 800年、フランク王カール1世が教皇レオ3世の手で戴冠し「ローマ人の皇帝」の称号を授けられた。これに「神聖」の語が加わったのはフリードリヒ1世バルバロッサ治下の1157年であるが、神聖ローマ皇帝という称号はカール1世やオットー1世まで遡って用いられることもある。
神聖ローマ帝国はフランツ2世時代の1806年に解体する。代わりにフランツ2世はオーストリア帝国を創始し、この「神聖ローマ帝国の継承国」とハプスブルク家のもとで改めてドイツを統合しようと試みた。 また1871年には、プロイセン王国がドイツ帝国を創設し、同じく神聖ローマ帝国の継承者であると主張した。 神聖ローマ帝国、オーストリア帝国、ドイツ帝国では皇帝の称号は同じくカイザー（Kaiser 、ラテン語のCaesarのドイツ語)であった。
ドイツ帝国は1871年の建国から1918年の解体まで「第三のローマ」を主張したが、これにはプロテスタント国家であるドイツはローマ・カトリックと深く結びついた西ヨーロッパのローマ文化と帝権を継承し得ないという批判もある。

## フランス帝国の主張

ナポレオン・ボナパルトの鷲

これまでの西ローマ帝国の系譜を主張する4つの帝国は、フランク封建帝国からローマ帝国をモデルにした連邦帝国へと形態を変化させていった。ユリウス・カエサルやカール大帝といったローマ皇帝のイメージは、市民革命から始まったフランス革命でも利用された。ナポレオン1世は皇帝に即位するにあたり「フランス人民の皇帝」という称号を用いることでローマ帝国以来の帝国の連続性を否定したが、ローマ帝国の影響は大陸軍の軍旗に用いられた鷲の意匠などに見ることが出来る。

## イタリア王国の主張
イタリアにおいては、「第三のローマ」という概念は1861年に成立したイタリア王国や1946年に成立した現行のイタリア共和国にも結び付いている。

### リソルジメント
イタリア統一運動（リソルジメント）の指導者の一人ジュゼッペ・マッツィーニは、「第三のローマ」の概念の普及に努めた。マッツィーニは「『皇帝のローマ』、『教皇のローマ』が終わった後、『人民のローマ』がやってくるだろう」と述べ、ローマを首都とする統一イタリアの成立を訴えた。イタリア王国のもとで統一が成った後、マッツィーニの主張は「第三のローマ」とからめて新生イタリアのアイデンティティとなった。
統一後、マッツィーニは「第三のローマ」としてのイタリア帝国構想を語っている。マッツィーニは、イタリアはチュニジアを侵略・植民して「中央地中海の鍵」となるべきで、さらには統一イタリアは古代ローマ帝国のように地中海を独占する権利があるとしている。

### ファシズム帝国

「ファスケスを掴む鷲」の意匠はファシスト・イタリアのシンボルとされた。

ベニート・ムッソリーニは、演説の中で彼の建設したファシスト・イタリアを「第三のローマ」もしくは「新ローマ帝国」と位置付けた。 彼の主張する第三のローマ（Terza Roma）はマッツィーニの述べた通り皇帝のローマ、教皇のローマに次ぐものであり、オスティアから海へ進出しようとするムッソリーニの計画の名ともなった。エウローパの建設はその第一歩だった。